# Бельво, Люка
Люка Бельво (фр. Lucas Belvaux; род. 14 ноября 1961, Намюр, Бельгия) — бельгийский киноактер, режиссёр и сценарист.

## Биография
Люка Бельво родился 14 ноября 1961 года в городе Намюр, Бельгия. Учился в королевском интернате в Филиппвиле, где его отец был директором интернатуры и профсоюзным активистом. В 16-летнем возрасте Люка бросил учёбу и автостопом отправился в Париж, чтобы стать актёром.
Люка Бельво дебютировал как киноактёр в 1981 году, снявшись вместе с Жаном Карме в фильме Ива Буассе «Вперед, сыны отечества». В 1985 снялся в фильме «Цыплёнок под уксусом», за который был номинирован на премию «Сезар», в номинации самый многообещающий актёр. С тех пор сыграл роли почти в 50 кино- и телефильмах. Снимался у таких режиссёров как: Клод Шаброль, Анджей Жулавский, Оливье Ассаяс, Шанталь Акерман и Режис Варнье.
В начале 2000-х годов Люка Бельво стал известным благодаря срежиссированной им трилогии «Побег», «Удивительная пара» и «После жизни», отмеченной рядом престижных профессиональных и фестивальных кинонаград.
Фильм Люка Бельво 2006 года «Аргумент слабого» участвовал в основной конкурсной программы 59-го Каннского международного кинофестиваля и боролся за главную награду — «Золотую пальмовую ветвь».

### Личная жизнь
Люка Бельво является старшим братом бельгийского кинорежиссёра Реми Бельво, известного по псевдодокументальной ленте «Человек кусает собаку».

## Фильмография

### Режиссёр
- 2020 — Мужчины / Des hommes
- 2017 — С нами / Chez nous
- 2015 — Конец ночи / La fin de la nuit
- 2013 — Не в моём вкусе / Pas son genre
- 2012 — 38 свидетелей / 38 témoins
- 2010 — On bosse ici! On vit ici! On reste ici!(2010)
- 2009 — Похищение / Rapt
- 2007 — Les prédateurs (сериал)
- 2006 — Довод самого слабого / La raison du plus faible
- 2004 — Nature contre nature
- 2002 — Удивительная пара / Un couple épatant
- 2002 — Бегство / Cavale
- 2002 — После жизни / Après la vie
- 2001 — Мать наркомана / Mère de toxico
- 1997 — Nous, sans-papiers de France
- 1996 — Смеха ради / Pour rire!
- 1992 — Parfois trop d'amour